# 玉前緑地
玉前緑地（たまさきりょくち）は、千葉県市原市の五井地区にある大字。郵便番号は290-0000。

## 概要
千葉県市原市の五井地区にある大字である。市原特別工業地区第一土地区画整理事業によって玉前から分離して設置された。臨海工業地域の緩衝緑地である。

## 地理
北は五井南海岸、東から南にかけては玉前西、南は松ケ島西、西は千種海岸と接する。

## 歴史

### 沿革
- 1963年（昭和38年）5月1日 - 市原市市制施行に伴い市原市五井地区の一部となる[4]。
- 1975年1月7日（昭和50年） - 市原特別工業地区第一土地区画整理事業の換地処分により、玉前から町丁字を新設分離[4]。

## 世帯数と人口
2023年（令和5年）4月1日現在の世帯数と人口は以下の通りである。
| 町丁字   | 世帯数 | 人口 |
| -------- | ------ | ---- |
| 玉前緑地 | 0世帯  | 0人  |

## 通学区域
市立小学校・市立中学校と県立高等学校の通学区域は以下の通りである。
| 町丁字   | 番地 | 小学校     | 中学校     | 県立高校 |
| -------- | ---- | ---------- | ---------- | -------- |
| 玉崎緑地 | 全域 | 学区未指定 | 学区未指定 | 第9学区  |

## 施設
- 玉前緑地公園